# Jeff Bridges (álbum)
| Críticas profissionais | Críticas profissionais |
| Avaliações da crítica  | Avaliações da crítica  |
| Fonte                  | Avaliação              |
| ---------------------- | ---------------------- |
| allmusic               | 2.5 de 5 estrelas.     |

Jeff Bridges é o segundo álbum do ator, cantor e compositor country Jeff Bridges. Foi lançado em 16 de agosto de 2011 pela Blue Note Records e EMI Records. Em 19 de abril de 2011, foi anunciado na CMT que Bridges havia assinado contrato com a Blue Note Records e o produtor discográfico T-Bone Burnett.
A canção "What a Little Bit of Love Can Do" foi lançada como primeiro single em 15 de agosto de 2011.

## Faixas
1. "What a Little Bit of Love Can Do" (Stephen Bruton, Gary Nicholson) – 3:38
2. "Falling Short" (Jeff Bridges) – 3:19
3. "Everything But Love" (John Goodwin) – 4:26
4. "Tumbling Vine" (Bridges) – 2:29
5. "Nothing Yet" (Bruton) – 4:28
6. "Blue Car" (Greg Brown) – 4:24
7. "Maybe I Missed the Point" (Goodwin) – 3:31
8. "Slow Boat" (Bridges, Burnett, Thomas Cobb) – 6:01
9. "Either Way" (Robert Franklin Ramsey) – 4:53
10. "The Quest" (Goodwin) – 2:56